# Cápafarkú gitárrája
A cápafarkú gitárrája (Rhina ancylostoma) a porcos halak (Chondrichthyes) osztályának a Rhinopristiformes rendjébe, ezen belül a Rhinidae családjába tartozó faj.
Nemének - amely családjának a típusneme - az egyetlen faja.

## Előfordulása
A cápafarkú gitárrája előfordulási területe az Indiai-óceán és a Csendes-óceán nyugati része. Kelet-Afrikától, a Vörös-tengertől és a Perzsa-öböltől kezdve, keletre Pápua Új-Guineáig, északkeletre Japánig és délkeletre Új-Dél-Walesig sokfelé megtalálható.

## Megjelenése
Ennek a porcos halnak az átlagos mérete 157-178 centiméter közötti; az eddig kifogott legnagyobb példány 300 centiméter hosszú és 135 kilogramm testtömegű volt. A pofája széles és kerekített. A hátúszói magasan kiemelkedőek. A mellúszói nagyok és szélesek. A szemek tájékától egy-egy és a hátgerinc mentén tüskesorok húzódnak az elülső hátúszóig. A fogai zúzásra alkalmazkodtak. A hátán az alapszín szürke vagy barnás, a hasán fehér. A hátán, úszóin és farokúszóján számos fehér pont van. A fején és vállain fekete pontok láthatók.

## Életmódja
A trópusi korallszirtek lakója, mely 3-90 méteres mélységek között él. A tengerfenék homokos és iszapos részein is fellelhető. Rákokkal és kemény héjú puhatestűekkel táplálkozik.

## Szaporodása
Ál-elevenszülő (ovovivipar) porcos hal. Miután a kis gitárráják felélték a szikzacskóik „sárgáját”, a szikzacskók az emlősök méhlepényéhez hasonló burokká alakulnak át. Ebben az anyaállat nyálkával, zsírral vagy fehérjével táplálja kicsinyeit. Egy alomban 4 kis gitárrája van. Születésükkor körülbelül 43 centiméteresek.

## Felhasználása
Habár van ipari halászata, a cápafarkú gitárráják többsége véletlenül kerül a hálókba, mikor is az ember egyéb halakat céloz kifogni. Kifogásakor vigyázni kell, mert vergődése közben a tüskés testével megsebezheti a halászokat. Ebből a porcos halból, csak a mellúszóit fogyasztják el; ezt frissen vagy szárítva-sózva lehet beszerezni.

## Képek

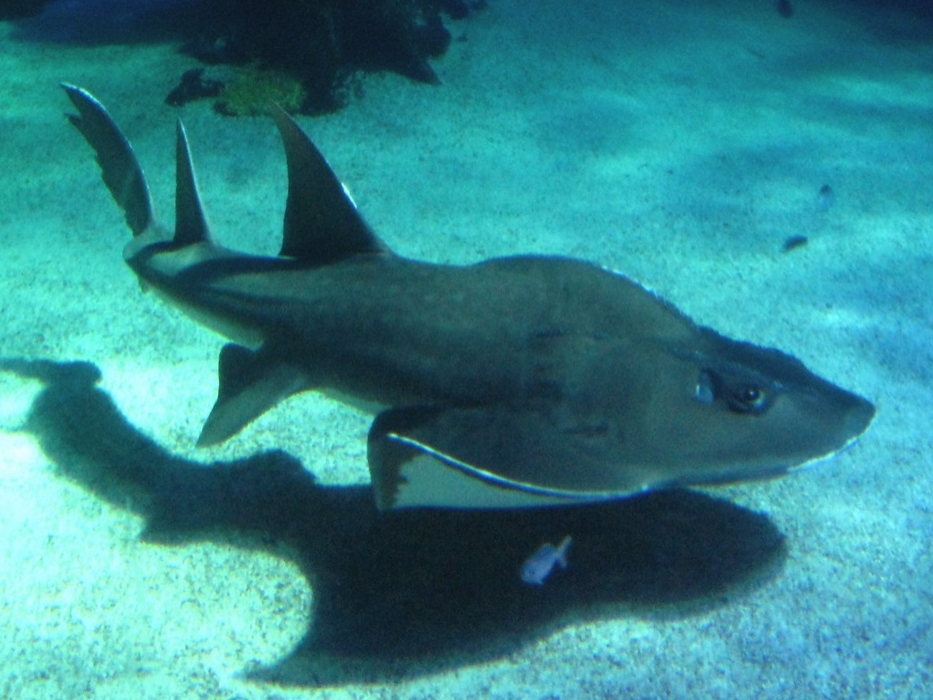
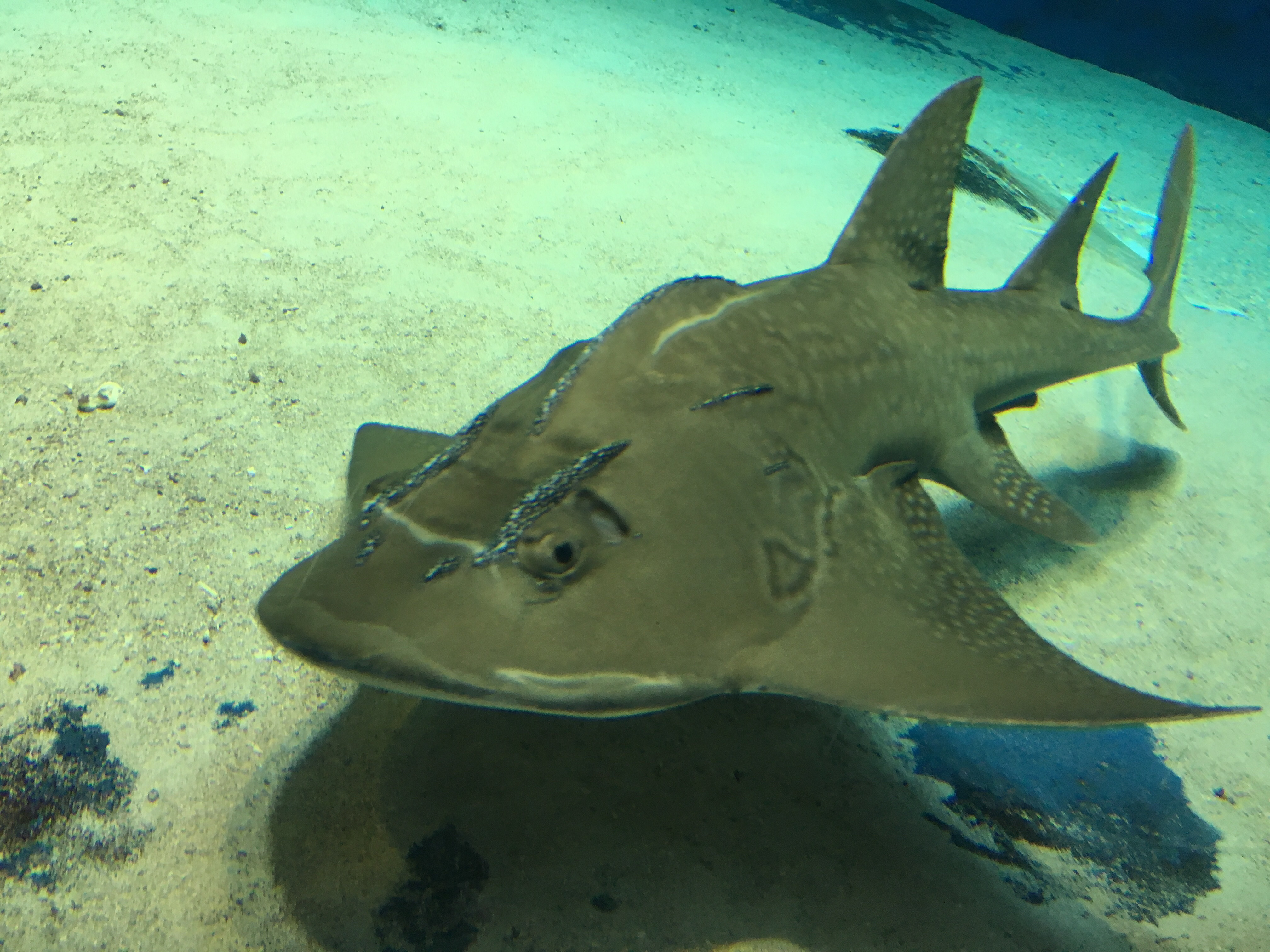
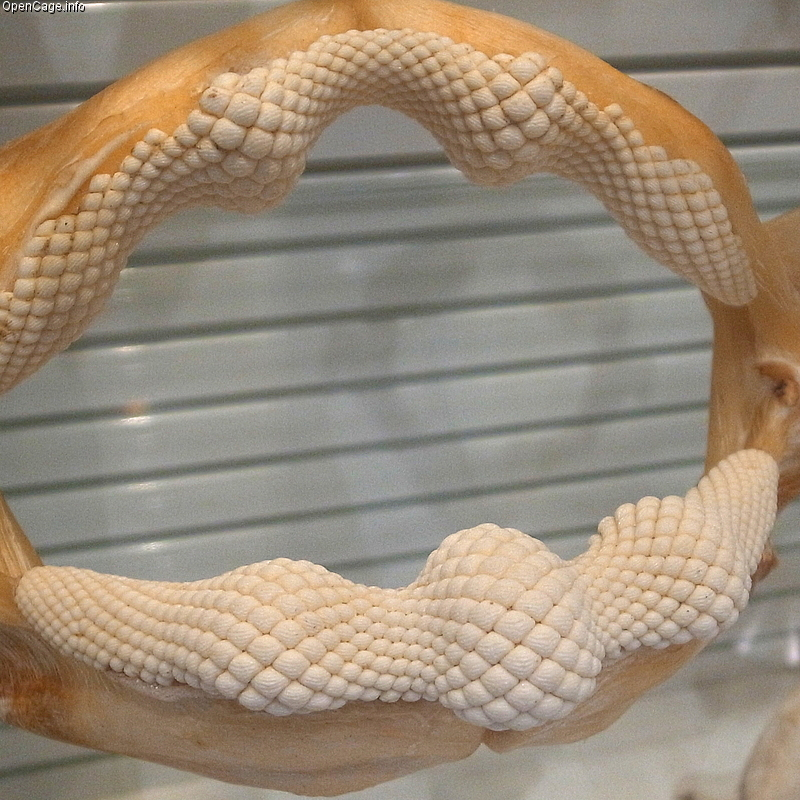
Állkapcsa a zúzófogakkal
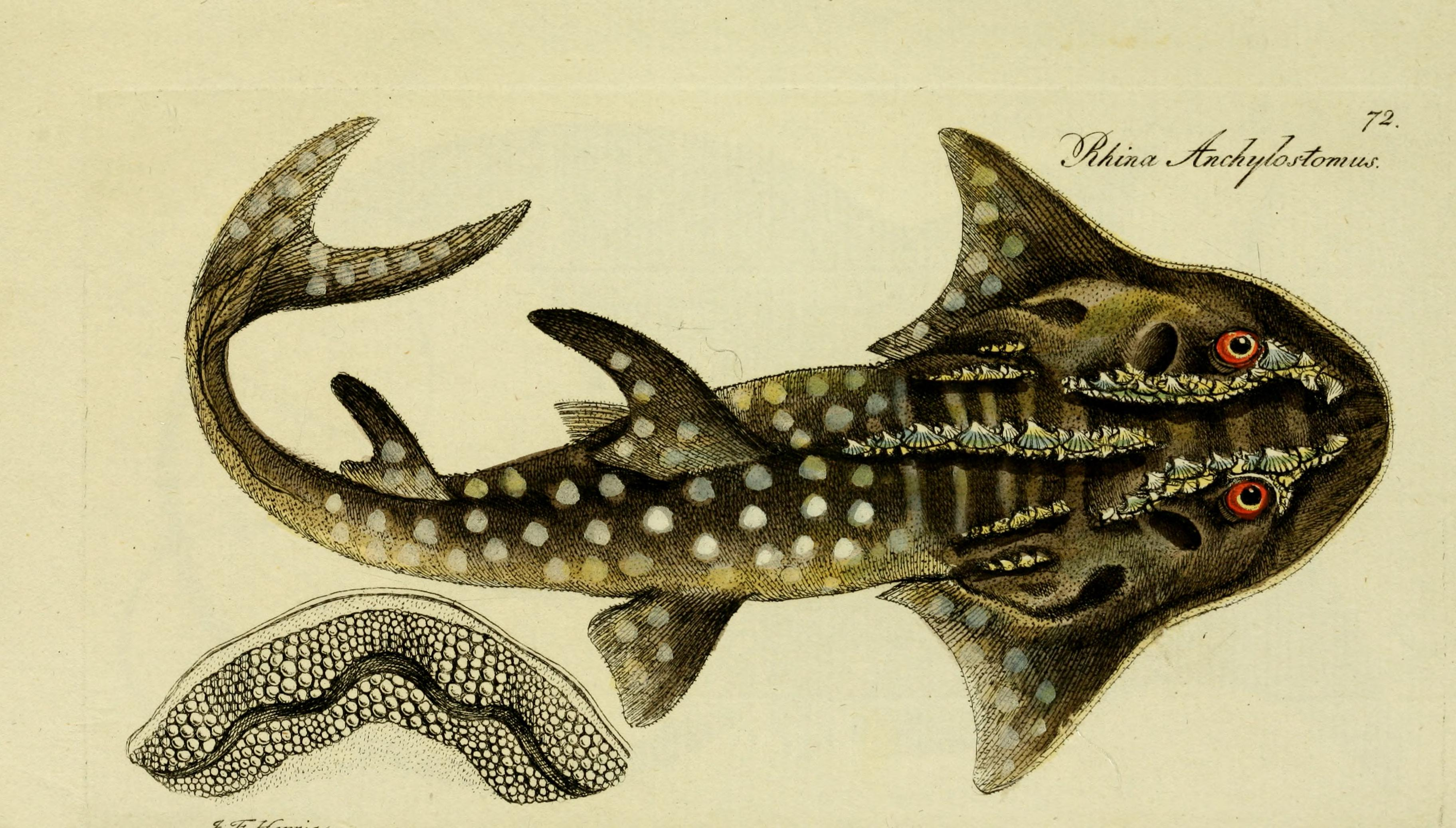
Régi rajz a halról és az állkapcsáról